# Leichtathletik-Länderkampf der Männer 1929 Großbritannien – Deutschland
| 2. Leichtathletik-Länderkampf mit deutscher Beteiligung 1929 | 2. Leichtathletik-Länderkampf mit deutscher Beteiligung 1929 |
| ------------------------------------------------------------ | ------------------------------------------------------------ |
|                                                              |                                                              |
| Ländervergleich der Männer: Großbritannien – Deutschland     |                                                              |
| Austragungsort                                               | London                                                       |
| Wettbewerbe                                                  | 12                                                           |
| Datum                                                        | 24. August 1929                                              |
| 1. Deutschland 2. Großbritannien                             | 8 Siege 4 Siege                                              |
| Chronik                                                      |                                                              |
| ← GER-ENG (F)                                                | FRA-GER (M) →                                                |

Der zweite Vergleich des Leichtathletik-Länderkampfjahres 1929 wurde mit den Sportlern aus Großbritannien ausgetragen, die zum ersten Mal Gegner der deutschen Leichtathleten waren. Der insgesamt vierzehnte Länderkampf fand am 24. August statt, Gastgeber war die britische Hauptstadt London. Deutschland gewann mit acht zu vier Siegen.

## Wettbewerbe und Modus
Für diese Begegnung hatte man sich mit der Disziplinzusammenstellung und der Wertung etwas Besonderes einfallen lassen. Es wurden vier Staffeln über ungewöhnliche Distanzen mit angloamerikanischen Maßen ausgetragen, dazu gab es die sogenannte olympische Staffel und sogar eine Staffel im Hürdensprint. Außerdem war ein Mannschaftslauf über drei Meilen zu absolvieren. Darüber hinaus traten in sechs technischen Disziplinen zwei Teilnehmer je Nation und Disziplin an.
Im Mannschaftslauf und in den technischen Disziplinen wurden zur Ermittlung des Siegerteams die Leistungen der Teilnehmer ganz einfach addiert, in den Staffeln ergab sich der jeweilige Gewinner im Zieleinlauf. Für den Länderkamp wurden dann die so ermittelten Siege gewertet.

## Legende
Kurze Übersicht zur Bedeutung der Symbolik – so üblicherweise auch in sonstigen Veröffentlichungen verwendet:
| k. A. | keine Angabe |

## Resultate

### 4 × 100 yds Staffel
| Platz | Besetzung       | Land                                                              | Zeit (s)      |
| ----- | --------------- | ----------------------------------------------------------------- | ------------- |
| 1     | Deutsches Reich | Helmut Körnig Friedrich Wichmann Eugen Eldracher Hermann Schlöske | 37,8          |
| 2     | Großbritannien  | Crawford Ellerys Simmons Jack London                              | 11 yds zurück |

### 4 × 440 yds Staffel
| Platz | Besetzung       | Land                                                             | Zeit (min) |
| ----- | --------------- | ---------------------------------------------------------------- | ---------- |
| 1     | Großbritannien  | Borland Bird Dunckley John Hanlon                                | 3:19,2     |
| 2     | Deutsches Reich | Ferdy Kisters Richard Krebs Harry Werner Storz Hermann Engelhard | 3:20,0     |

### 4 × 880 yds Staffel
| Platz | Besetzung       | Land                                                       | Zeit (min) |
| ----- | --------------- | ---------------------------------------------------------- | ---------- |
| 1     | Großbritannien  | Tommy Hampson Michael Gutteridge Thomas Cyril Ellis        | 7:43,2     |
| 2     | Deutsches Reich | Hermann Engelhard Herbert Böcher Fredy Müller Otto Peltzer | 7:44,8     |

### 4 × 1 Meile Staffel
| Platz | Besetzung       | Land                                                        | Zeit (min) |
| ----- | --------------- | ----------------------------------------------------------- | ---------- |
| 1     | Großbritannien  | Graihagh Turner Stan Tomlin Reg Thomas Riddell              | 17:31,6    |
| 2     | Deutsches Reich | Fritz Schilgen Hermann Walpert Herbert Böcher Hans Wichmann | 17:49,6    |

### Olympische Staffel (880 yds – 220 yds – 220 yds – 440 yds)
| Platz | Besetzung       | Land                                                             | Zeit (min) |
| ----- | --------------- | ---------------------------------------------------------------- | ---------- |
| 1     | Deutsches Reich | Otto Peltzer Helmut Körnig Friedrich Wichmann Harry Werner Storz | 3:30,8     |
| 2     | Großbritannien  | Ellis Billy Green Walter Rangeley Dunckley                       | 3:31,2     |

### 4 × 120 yds Hürden Staffel
| Platz | Besetzung       | Land                                                             | Zeit (min)    |
| ----- | --------------- | ---------------------------------------------------------------- | ------------- |
| 1     | Großbritannien  | Foley Don Finley Frederick Gaby Lord David Burghley              | 1:02,4        |
| 2     | Deutsches Reich | Ferdinand Beschetznik Heinrich Troßbach Kurt Weiß Willi Welscher | 60 yds zurück |

### 3 Meilen Mannschaftslauf
| Länderkampf- resultat | 1 | Deutsches Reich     | Deutsches Reich | k. A.       |
| Länderkampf- resultat | 2 | Großbritannien      | Großbritannien  | k. A.       |
| Einzelwertung         | 1 | Brian Oddie         | GBR             | 14:39,0 min |
| Einzelwertung         | 2 | Siegfried Dieckmann | GER             | 14:40,2 min |
| Einzelwertung         | 3 | Otto Petri          | GER             | k. A.       |
| Einzelwertung         | 4 | Hermann Helber      | GER             | k. A.       |
| Einzelwertung         | 5 | Woods               | GBR             | k. A.       |
| Einzelwertung         | 6 | Otto Kohn           | GER             | k. A.       |
| Einzelwertung         | 7 | Walter Beavers      | GBR             | k. A.       |

### Hochsprung
| Länderkampf- resultat | 1 | Deutsches Reich  | Deutsches Reich | 3,66 m |
| Länderkampf- resultat | 2 | Großbritannien   | Großbritannien  | 3,63 m |
| Einzelwertung         | 1 | Fritz Köpke      | GER             | 1,83 m |
| Einzelwertung         | 1 | Fritz Huhn       | GER             | 1,83 m |
| Einzelwertung         | 1 | Geoffrey Turner  | GBR             | 1,83 m |
| Einzelwertung         | 4 | Edward Bradbroke | GBR             | 1,80 m |

### Stabhochsprung
| Länderkampf- resultat | 1 | Deutsches Reich  | Deutsches Reich | 7,31 m |
| Länderkampf- resultat | 2 | Großbritannien   | Großbritannien  | 7,00 m |
| Einzelwertung         | 1 | Gustav Wegner    | GER             | 3,81 m |
| Einzelwertung         | 2 | Erich Köchermann | GER             | 3,50 m |
| Einzelwertung         | 2 | Howard Ford      | GBR             | 3,50 m |
| Einzelwertung         | 2 | Laurence Bond    | GBR             | 3,50 m |

### Weitsprung
| Länderkampf- resultat | 1 | Deutsches Reich  | Deutsches Reich | 14,55 m |
| Länderkampf- resultat | 2 | Großbritannien   | Großbritannien  | 13,39 m |
| Einzelwertung         | 1 | Erich Köchermann | GER             | 7,41 m  |
| Einzelwertung         | 2 | Rudolf Dobermann | GER             | 7,14 m  |
| Einzelwertung         | 3 | Sartain          | GBR             | 6,82 m  |
| Einzelwertung         | 4 | Livingstone      | GBR             | 6,57 m  |

### Kugelstoßen
| Länderkampf- resultat | 1 | Deutsches Reich   | Deutsches Reich | 28,29 m |
| Länderkampf- resultat | 2 | Großbritannien    | Großbritannien  | 26,29 m |
| Einzelwertung         | 1 | Wilhelm Uebler    | GER             | 14,61 m |
| Einzelwertung         | 2 | Wilhelm Schneider | GER             | 13,68 m |
| Einzelwertung         | 3 | Robert Howland    | GBR             | 13,30 m |
| Einzelwertung         | 4 | Rex Woods         | GBR             | 12,99 m |

### Diskuswurf
| Länderkampf- resultat | 1 | Deutsches Reich  | Deutsches Reich | 83,41 m |
| Länderkampf- resultat | 2 | Großbritannien   | Großbritannien  | 71,89 m |
| Einzelwertung         | 1 | Hans Hoffmeister | GER             | 43,95 m |
| Einzelwertung         | 2 | Hermann Hänchen  | GER             | 39,46 m |
| Einzelwertung         | 3 | Robert Howland   | GBR             | 37,56 m |
| Einzelwertung         | 4 | Goumn            | GBR             | 34,33 m |